# ベルリン・アーバン・メモリ
座標: 北緯52度30分33秒 東経13度23分19.6秒 / 北緯52.50917度 東経13.388778度
ベルリン・アーバン・メモリ（また「ボヘミア教会の再建」とも）とはスペイン人アーティストフアン・ガライサバル（Juan Garaizabal）による、ドイツ・ベルリンのミッテ区のベツレヘム教会プラザ（Bethlehemkirchplatz）と呼ばれるプラザの中心部を占めている公共彫刻である。元の寸法に従い、かつて旧ボヘミアンベツレヘム教会があった場所にて、2012年6月に建設された。 正方形断面（12×12cm）は800メートルの線形鋼管によって構築され、300メートルのLED照明システムが使用されている。その構造は、スケッチの形で中空に元の教会のラインをシルエットで正確に再現。夜になると、照明によって特定のストロークが強調される。測定は、25メートル（西から東）x15メートル（北から南）x高さ31メートル、重量はおよそ40トン。

## 建設とメンテナンス
もともと一時的な施設として計画されたが（最初は4ヶ月のものの、のちに一年に延長された）、都市と地方の当局は、2013年12月に恒久的な地位を付与することを決定した。永久公共のモニュメントとして作品の統合を促進し、20社にも及ぶ公共および民間機関を含む芸術財団「ルクス・ベツレヘム（Lux-Bethlehem）」は、様々な慈善イニシアチブを通してそれを融資、すべてのメンテナンスを保証することを、2014年10月中にミッテ地区の国会の投票によって確認された。

## 象徴

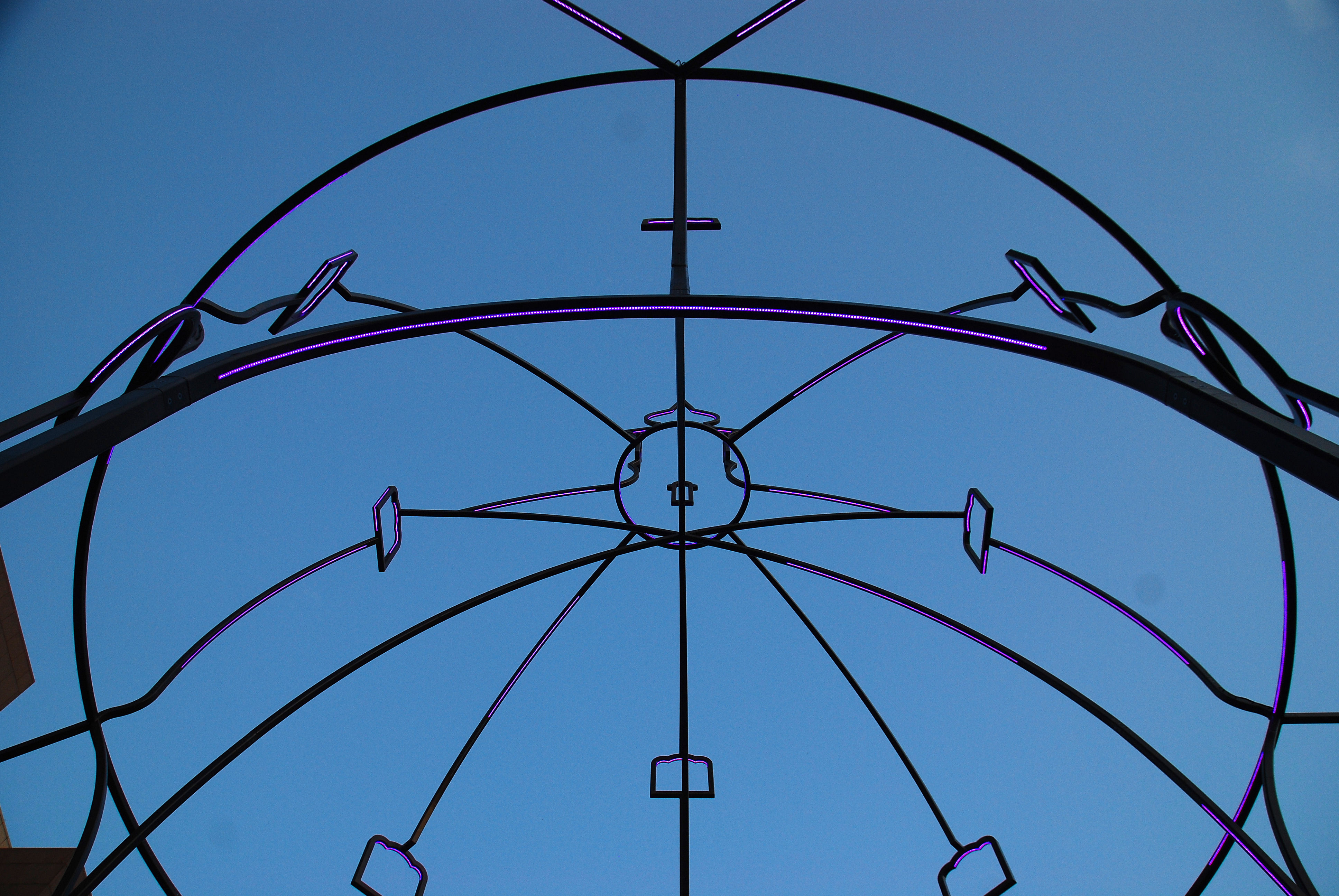
Berlin, Bethlehems-Kirche (Rekonstruktion Memoria Urbana 2012), illuminated cupola

この記念碑的な彫刻は、良心と移住の自由とともに、ヨーロッパ的な精神に基づき、寛容な移民都市としての役割を担うベルリンに捧げられている。
ボヘミアベツレヘムの教会は「フリードリヒ地区」（現在のミッテ地区）の真ん中に1733年と1735年の間に建てられ、プロイセンとボヘミアの関係の中で最大な出来事の一つであった。皇帝フリードリヒ・ヴィルヘルム一世の働きにより、フランスのユグノーのような宗教的な理由により国を追放されたボヘミアの難民はベルリンのフリードリッヒシュタットで歓迎された。寛容かつ開放的な性質、つまりプロイセン国家の本質的な特徴を象徴する。1943年、爆撃により破損した。1963年、教会は完全に破壊され、やがてチェックポイントチャーリーの施設の一部となった。
フアン・ガライスバルは彼自身のことをベルリンのスペイン移民の一員と宣言し、実際、ベルリンで自身の芸術の自由を発揮することができたと考える。彼の「ベルリン・アーバン・メモリ」はボヘミアの移民、そして自分自身を含むすべての移住者の勇気、さらに過去のプロイセンと現在のベルリン市民の寛大さと偉大さへのオマージュである。彼はこの作品によって、過去の英雄的な本質について現代の美学を通し、技術的な冒険を構築した。都市のポジティブな過去の真髄を力強く未来へ投影することにも成功した。このように、ボヘミアの教会はその集いの場としての本来の存在価値を取り戻し、毎晩、前衛的な光を放つ。
「私の作品を理解するためには、博識である必要はありません。しかし、それらの作品との接触により、きっと図書館や文書館を略奪したくなるでしょう。」フアン・ガライスバル